# Coryphidium
Genre
Coryphidium est un genre éteint d'acritarches, des microfossiles à paroi organique auxquels il n'est pas possible d'attribuer une affinité biologique avec certitude (on les regroupe dans les Biota incertae sedis).
Les espèces datent de l'Ordovicien.

## Liste des espèces
- †Coryphidium bohemicum Vavrdová, 1972
- †Coryphidium elegans F.H.Cramer, Allam, Kanes, & Diez, 1974
- †Coryphidium sichuanense F.Wang & Q.Chen C